# فوکر بی.۲ (۱۹۲۳)
فوکر بی.۲ (۱۹۲۳) (به انگلیسی: Fokker B.II (1923)) یک هواپیمای ساختِ فوکر است . این هواپیما در ۱۵ دسامبر ۱۹۲۳ میلادی نخستین پرواز خود را انجام داد.